# 大袞

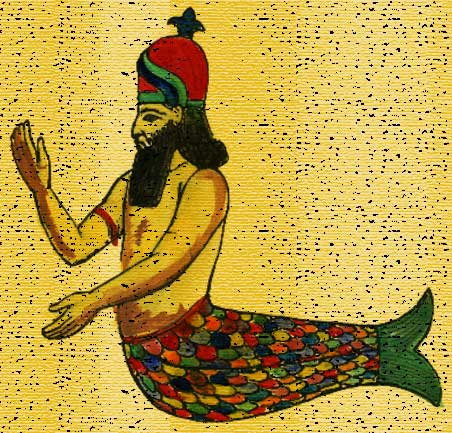
大袞

大袞（羅馬化：Dāgōn）或達貢（羅馬化：dda-gan，羅馬化：Dāgān）是古敘利亞文明所崇拜的神，信仰傳播的範圍橫跨幼發拉底河中部。主要神廟位於圖圖爾和泰爾卡，但是也有許多大袞崇拜的相關證明也來自馬里和埃馬爾等城市。大袞在位於幼發拉底河上游地區被視為類似於美索不達米亞的恩利爾或安努的眾神之父，和土地的領主、繁榮之神和王室合法性的來源。祂擁有許多神明的別稱，不管是男性的名字或是女性的名字都有，這顯示出了祂是個受許多人崇拜的神靈。祂在更遠的東方美索不達米亞也受到崇拜，那裡的許多統治者認為祂是能夠授予他們對西部地區（幼發拉底河中部）王權的神。
沿海地區對大袞的崇拜要少得多，而且大多來自烏加里特，不過在那裏對大袞的崇拜並不常見。根據希伯來聖經，大袞也是非利士人的民族神，在阿什杜德和加薩都有神廟，但沒有聖經外的證據能夠證實這一點。

## 聖經記載
在聖經中大袞是非利士人所祭拜的神祇，因大力士參孫作為以色列的領袖，屢次帶領以色列人擊敗非利士人，非利士人用美人計捕獲參孫後，向大袞獻祭。非利士軍隊也曾大勝以色列人，將象徵耶和華的神聖約櫃擄回，放在大袞廟中，使得大袞神像仆倒在約櫃前，次日再次仆倒在約櫃前，甚至在門檻上折斷頭及兩手，使得非利士人害怕，將約櫃送回給以色列人。非利士人在擊敗以色列王掃羅之後，將掃羅的首級獻在大袞廟中。

## 虛構故事

### 克苏鲁神话
在美國小說家H·P·洛夫克拉夫特创造的克苏鲁神话体系中，大衮与雌性的许德拉（Mother Hydra）作为旧日支配者克苏鲁的从者而存在，它们为深潜者的首领、父神以及母神。有说法指出大衮与许德拉为较小型的下级旧日支配者，也有人认为它们只是长生的大型深潜者而已。
設定上克苏鲁和犹格·索托斯等“旧日支配者”和“外神”的名讳之所以不为世人所知，其崇拜者大多严格保守信仰秘密固然是个相当重要的理由，不过除此之外还有个更重要的原因：自从统一的罗马帝国的最后一任皇帝狄奥多西将基督教定为国教以来，跟国家权力紧密结合故而掌握重大权力的天主教会便在这段长达1500年以上的漫长岁月里，致力于将所有提及这些神祇存在的文献彻底抹杀。然而这些古邈神祇却也随着基督教的传扬而散播至世界各地，其中最著名的当属君临于“深潜者”的海神大衮。基督教的典籍《圣经》被誉为是现今全世界拥有最多读者的书籍，其中旧约圣经的《士师记》第十六章就曾经提到大衮是非利士人崇拜的半人半鱼神。相传“父神大衮”其实是经年累月不断成长，最终长成巨大躯体的“深潜者”长老；他不但向伟大的克苏鲁献祷，而且还积极地进行活动，以让克苏鲁能早日复活。